# Oleg Miťajev
Oleg Jurjevič Miťajev (rusky: Олег Юрьевич Митяев; 1974 – 15. března 2022) byl ruský generálmajor, který byl podle ukrajinských představitelů zabit během ruské invaze na Ukrajinu v roce 2022 dne 15. března 2022. Jeho smrt však nebyla potvrzena.

## Život
V letech 2013 až 2015 byl Miťajev velitelem 11. gardové letecké útočné brigády. Od prosince 2016 do listopadu 2018 provozoval ruskou 201. vojenskou základnu v Tádžikistánu. Byl jedním z vůdců ruské intervence v Sýrii. Od roku 2020 byl velitelem ruské 150. motostřelecké divize.
Podle ukrajinských představitelů byl zabit při ukrajinském přepadení, když se účastnil "bojové mise" (podle ruských zpráv) během obléhání Mariupolu v ocelárnách a železárnách Azovstal během ruské invaze na Ukrajinu v roce 2022, údajně plukem Azov. Podle Ukrajinců byl čtvrtým ruským generálem zabitým během invaze. Západní zdroje se domnívají, že na Ukrajině bylo nasazeno 20 generálmajorů.